# فريدريك إتش سميث جونيور
فريدريك إتش سميث جونيور (بالإنجليزية: Frederic H. Smith, Jr.)‏ هو ضابط أمريكي، ولد في 30 يونيو 1908 في Fort Monroe ‏ في الولايات المتحدة، وتوفي في 28 مايو 1980 في سان أنطونيو في الولايات المتحدة.